# Meliturgula senegaliae
Meliturgula senegaliae är en biart som beskrevs av Patiny 1999. Meliturgula senegaliae ingår i släktet Meliturgula och familjen grävbin. Inga underarter finns listade i Catalogue of Life.